# Långtjärnen (Gideå socken, Ångermanland, 705076-165335)
Långtjärnen är en sjö i Örnsköldsviks kommun i Ångermanland och ingår i Gideälvens huvudavrinningsområde. Sjön har en area på 0,0378 kvadratkilometer och ligger 191,4 meter över havet.

## Delavrinningsområde
Långtjärnen ingår i det delavrinningsområde (705057-165442) som SMHI kallar för Ovan 704856-165507. Medelhöjden är 226 meter över havet och ytan är 7,5 kvadratkilometer. Det finns inga avrinningsområden uppströms utan avrinningsområdet är högsta punkten. Vattendraget som avvattnar avrinningsområdet har biflödesordning 2, vilket innebär att vattnet flödar genom totalt 2 vattendrag innan det når havet efter 30 kilometer. Avrinningsområdet består mestadels av skog (85 procent). Avrinningsområdet har 0,04 kvadratkilometer vattenytor vilket ger det en sjöprocent på 0,5 procent.